# Monticolomys koopmani
Monticolomys koopmani (Carleton & Goodman, 1996) è un roditore della famiglia dei Nesomiidi, unica specie del genere Monticolomys (Carleton & Goodman, 1996), endemico del Madagascar.

## Descrizione

### Dimensioni
Roditore di piccole dimensioni, con la lunghezza della testa e del corpo tra 89 e 101 mm, la lunghezza della coda tra 116 e 143 mm, la lunghezza del piede tra 24 e 25 mm, la lunghezza delle orecchie tra 15 e 19 mm e un peso fino a 27 g.

### Caratteristiche craniche e dentarie
Il cranio è delicato e presenta un rostro sottile e relativamente lungo, le arcate zigomatiche sottili, le bolle timpaniche grandi. Gli incisivi sono lisci ed opistodonti, ovvero con le punte rivolte verso l'interno della bocca, i molari sono cuspidati e con la corona bassa, quelli superiori hanno tre radici, quelli inferiori quattro.
Sono caratterizzati dalla seguente formula dentaria:

### Aspetto
La pelliccia è soffice, densa e fine. Le parti dorsali sono marroni scure cosparse di peli nerastri più lunghi, mentre le parti ventrali sono grigio scure con le punte dei peli bianche. Le orecchie sono corte, rotonde e densamente ricoperte di peli. I pollici hanno un'unghia appiattita, i piedi sono lunghi e larghi con le due dita più esterne relativamente allungate. Le piante hanno sei cuscinetti carnosi, gli artigli sono parzialmente nascosti da un ciuffo di peli. La coda è più lunga della testa e del corpo ed è cosparsa uniformemente di peli brunastri. Le femmine hanno un paio di mammelle post-ascellari, uno addominale e uno inguinale. 

## Biologia

### Comportamento
È una specie arboricola.

## Distribuzione e habitat
Questa specie è diffusa tra il massiccio di Ankaratra e il Parco Nazionale di Andohahela, nel Madagascar sud-orientale.
Vive nelle foreste montane tra 800 e 2.200 metri di altitudine, nell'ecoregione della macchia ericoide del Madagascar.

## Conservazione
La IUCN Red List, considerato il vasto areale, la popolazione presumibilmente numerosa e la presenza in diverse aree protette, classifica M.koopmani come specie a rischio minimo (Least Concern).